# Lophognathus maculilabris
Espèce
Lophognathus maculilabris est une espèce de sauriens de la famille des Agamidae.

## Répartition
Cette espèce est endémique des îles Tanimbar aux Moluques en Indonésie.

## Publication originale
- Boulenger, 1883 : Remarks on the lizards of the genus Lophognathus. Annals and Magazine of Natural History, sér. 5, vol. 12, p. 225-226 (texte intégral).